# Xylographus corpulentus
Xylographus corpulentus es una especie de coleóptero de la familia Ciidae.

## Distribución geográfica
Habita en Perú.